# Miles Teller
Miles Alexander Teller (* 20. února 1987) je americký herec.

## Životopis
Narodil se v Downingtownu v Pensylvánii jako syn Merry (rozené Flowers) a Mika Tellerových. Jeho rodiče pocházeli z Carneys Point v New Jersey. Má dvě starší sestry. Jeho dědeček z otcovy strany byl ruského židovského původu, zatímco jeho další předci pochází z Anglie a Irska.
Žil na mnoha místech, díky pracovní kariéře svého otce, například na Floridě a v New Jersey. Na střední škole hrál na saxofon a byl prezidentem divadelního klubu. Po ukončení studia v roce 2005 začal studovat umění na univerzitě v New Yorku a získal titul bakaláře výtvarného umění.

## Kariéra
Před filmovým debutem se objevil v několika krátkých filmech. Debut přišel v roce 2010 s filmem Králičí nora. Na střední škole hrál v muzikálu Footloose a o pár let později získal roli v remaku filmu Footloose: Tanec zakázán. V roce 2013 získal roli ve filmu Našrot, napsáno a režírováno Jonem Lucasem a Scottem Moorem. Po roli ve filmu Kouzlo přítomného okamžiku, za kterou získal cenu poroty na Filmovém festivalu Sundance v roce 2013 a začal získávat úspěšné kritiky.
V roce 2014 se Miles vrátil na filmový festival s filmem Whiplash. Za roli byl nominovaný na cenu Britské televizní a filmové akademie v kategorii vycházející hvězda. Film získal Oscara za nejlepší střih, nejlepší zvuk a J. K. Simmons získal cenu v kategorii nejlepší herec ve vedlejší roli.
V roce 2014 si zahrál po boku Zaca Efrona a Michaela B. Jordana ve filmu (Ne)zadaní a po boku Shailene Woodley ve filmu Divergence.V únoru 2014 byl obsazen do nové filmové verze Fantastické čtyřky, po boku Michaela B. Jordana, Jamieho Bella a Kate Mary. Rande na dvě noci je další z filmů Milese z roku 2014. Ve filmu hrál po boku Lio Tipton a Jessicy Szohr.
V roce 2015 si znovu zahrál role Petera Hayese ve filmu Rezistence, který měl premiéru 20. března 2015. Byl obsazen do role ve filmu Krev šampiona, po boku Aarona Eckharta a Katey Segal v roli boxera Vinnyho Paze. V únoru 2015 bylo oznámeno, že se připojil k Jonahovi Hill ve filmu Týpci a zbraně.

## Osobní život
Od roku 2013 chodí s modelkou Keleigh Sperry. Dne 20. srpna 2017 se zasnoubili v Africké safari a na začátku září 2019 se vzali na Hawaii.

## Filmografie

### Film
| Rok  | Název                      | Role                        | Poznámky               |
| ---- | -------------------------- | --------------------------- | ---------------------- |
| 2004 | Moonlighters               | Miles                       | krátkometrážní film    |
| 2007 | A Very Specific Recipe     | Lee                         | krátkometrážní film    |
| 2008 | The Musicians              | Miguel                      | krátkometrážní film    |
| 2010 | The Track Meet             | Andrew                      | Krátký film            |
| 2010 | Králičí nora               | Jason                       |                        |
| 2011 | Footloose: Tanec zakázán   | Willard Hewitt              |                        |
| 2012 | Project X                  | Miles                       |                        |
| 2013 | Našrot                     | Miller                      |                        |
| 2013 | Kouzlo přítomného okamžiku | Sutter Keeley               |                        |
| 2014 | Divergence                 | Peter                       |                        |
| 2014 | Whiplash                   | Andrew Neiman               |                        |
| 2014 | (Ne)zadaní                 | Daniel                      |                        |
| 2014 | Rande na dvě noci          | Alec                        |                        |
| 2015 | Fantastická čtyřka         | Reed Richards/Mr. Fantastic |                        |
| 2015 | Rezistence                 | Peter                       |                        |
| 2016 | Krev šampióna              | Vinny Pazienza              |                        |
| 2016 | Týpci a zbraně             | David Packouz               |                        |
| 2016 | Aliance                    | Peter Hayes                 |                        |
| 2016 | Get a Job                  | Will Davis                  |                        |
| 2017 | Hrdinové ohně              | Brendan McDonough           |                        |
| 2017 | Děkuji za vaše služby      | Adam Schumann               |                        |
| 2022 | Top Gun: Maverick          | Bradley Bradshaw            |                        |
| 2022 | Spiderhead                 | Jeff                        |                        |
| 2025 | Roklina                    | Levi                        | také výkonný producent |
| —    | The Ark and the Aardvark   | Gilbert (hlas)              |                        |
| —    | The Fence                  |                             |                        |

### Televize
| Rok  | Název                | Role            | Poznámky             |
| ---- | -------------------- | --------------- | -------------------- |
| 2009 | Zvláštní poldové     | James Boorland  | díl: „Boorland Day“  |
| 2019 | Too Old to Die Young | Martin          | hlavní role, 10 dílů |
| 2022 | The Offer            | Albert S. Ruddy | minisérie, 10 dílů   |

## Ocenění a nominace
| Rok  | Ocenění                            | Kategorie                                                                   | Práce                      | Výsledek  |
| ---- | ---------------------------------- | --------------------------------------------------------------------------- | -------------------------- | --------- |
| 2013 | Sundance Film Festival             | speciální cena poroty pro dramatické hraní (sdíleno se Shailene Woodley)    | Kouzlo přítomného okamžiku | vítězství |
| 2013 | Alliance of Women Film Journalists | nejlepší zobrazení nahoty, sexuality nebo svádění                           | Kouzlo přítomného okamžiku | nominace  |
| 2013 | Indiana Film Critics Association   | nejlepší herec                                                              | Kouzlo přítomného okamžiku | nominace  |
| 2013 | MTV Movie Awards                   | nejlepší polibek (sdíleno se Shailene Woodley)                              | Kouzlo přítomného okamžiku | nominace  |
| 2013 | MTV Movie Awards                   | objev roku                                                                  | Kouzlo přítomného okamžiku | nominace  |
| 2014 | Filmové ceny Britské akademie      | stoupající hvězda                                                           | Whiplash                   | nominace  |
| 2014 | Gotham Independent Film Awards     | nejlepší herec                                                              | Whiplash                   | nominace  |
| 2014 | MTV Movie Awards                   | nejlepší herec                                                              | Whiplash                   | nominace  |
| 2014 | MTV Movie Awards                   | nejlepší #WTF Moment                                                        | Whiplash                   | nominace  |
| 2014 | MTV Movie Awards                   | nejlepší hudební moment                                                     | Whiplash                   | nominace  |
| 2014 | Satellite Awards                   | nejlepší herec                                                              | Whiplash                   | nominace  |
| 2015 | CinemaCon Award                    | nejlepší obsazení (sdíleno s Kate Mara, Michael B. Jordan, a Jamie Bellem)  | Fantastická čtyřka         | vítězství |
| 2015 | Teen Choice Awards                 | nejlepší filmový zloděj scén                                                | Aliance                    | nominace  |
| 2016 | Zlatá malina                       | nejhorší kombinace (sdíleno s Kate Mara, Michael B. Jordan, a Jamie Bellem) | Fantastická čtyřka         | nominace  |